# Grudusk (Gmina)
Grudusk es un gmina rural (distrito administrativo) en el condado de Ciechanów, Mazovia, en el centro-este de Polonia. Su sede es el pueblo de Grudusk, que se encuentra a unos 22 km al norte de Ciechanów y a 97 km al norte de Varsovia.
El gmina cubre un área de 96,69 km², y a partir de 2006 su población total es de 3.927 habitantes.

## Pueblos

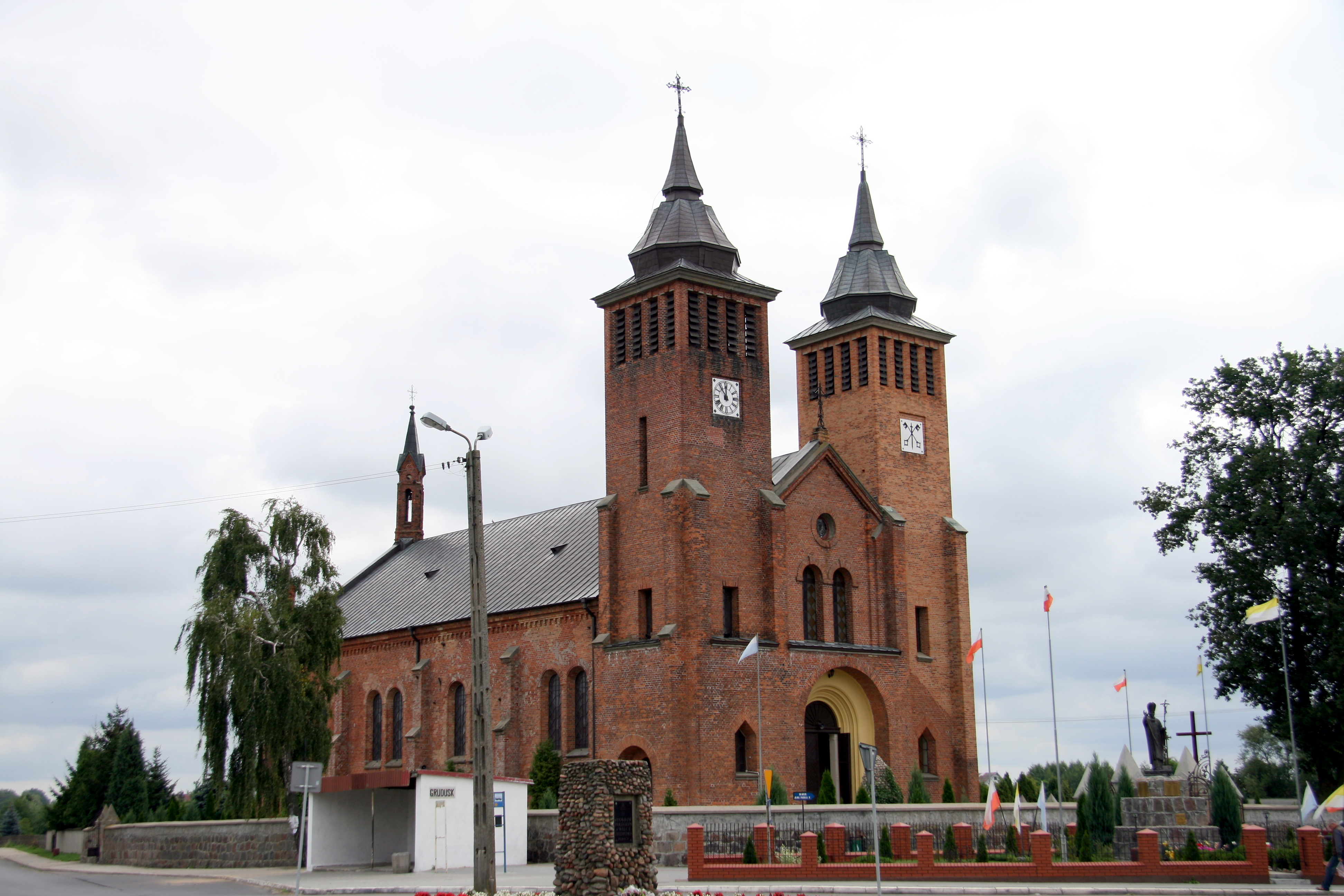
Iglesia del en Grudusk, Polonia

El gmina Grudusk incluye los pueblos y asentamientos de Borzuchowo-Daćbogi, Dębowo, Grudusk, Grudusk-Brzozowo, Grudusk-Olszak, Humięcino, Humięcino-Andrychy, Humięcino-Klary, Humięcino-Koski, Humięcino-Retki, Kołaki Małe, Kołaki Wielkie, Leśniewo Dolne, Leśniewo Górne, Łysakowo, Mierzanowo, Mierzanowo-Kolonia, Nieborzyn, Polanka, Przywilcz, Pszczółki Górne, Pszczółki-Czubaki, Pszczółki-Szerszenie, Purzyce-Rozwory, Purzyce-Trojany, Rąbież Gruduski, Sokólnik, Sokołowo, Stryjewo Wielkie, Strzelnia, Wiksin, Wiśniewo, Zakrzewo Małe, Zakrzewo Wielkie y Żarnowo.

## Gminas vecinos
El gmina Grudusk limita con los gminas de Czernice Borowe, Dzierzgowo, Regimin, Stupsk y Szydłowo.